# Davide Nicola
Davide Nicola, född 5 mars 1973 i Luserna San Giovanni, Torino, är en italiensk fotbollstränare och före detta fotbollsspelare. Han är tränare i italienska Serie A-klubben Salernitana.

## Spelarkarriär
Davide Nicola inledde spelarkarriären i Genoa, men hade under perioder svårt att få speltid och lånades vid upprepade tillfällen ut till mindre klubbar. 1995/1996 var han en del av det Genoa-lag som vann Anglo-italienska cupen. Efter 166 matcher för Genoa hamnade Nicola 2002 i Ternana där han spelade ordinarie under tre säsonger.
2004/2005 gjorde Nicola sin enda säsong i Serie A när han representerade Siena med 15 matcher.
2005-2006 var Nicola utlånad till Torino i Serie B. Under kvalet till Serie A 2006 gjorde Nicola det avgörande målet som tog Torino tillbaka till Serie A. Han fick dock aldrig representera laget i högsta serien utan karriären gick vidare i Spezia, Ravenna och slutligen i Lumezzane i Lega Pro Prima Divisione.

## Tränarkarriär
I juli 2010 avslutade Nicola spelarkarriären och tog istället över som huvudtränare i sin klubb Lumezzane. Han tränade klubben under två säsonger och slutade sjua respektive åtta i Lega Pro Prima Divisione.
Sommaren 2012 fick Nicola uppdraget att leda Livorno, där presidenten från Nicolas tid i Genoa Aldo Spinelli nu var president, i Serie B. I juli samma år examinerades Nicola från den prestigefyllda italienska tränarskolan Coverciano med högsta betyg. Som tränare för Livorno lyckades Nicola exceptionellt bra under sin första säsong och kunde via playoff leda laget till Serie A.
13 januari 2014 sparkades Nicola från Livorno efter fyra raka förluster, laget låg då näst sist i Serie A. Tre månader senare, med laget fortfarande på näst sista plats, återanställdes Nicola som huvudtränare för klubben. Efter säsongen avslutades Nicolas kontrakt med Livorno i konsensus, trots att ett år återstod.
17 november 2014 tog Nicola över som huvudtränare för Serie B-laget Bari.
Den 28 december 2019 blev Nicola utsedd till ny huvudtränare i Genoa som ersättare till Thiago Motta. Den 19 januari 2021 tog Nicola över som huvudtränare i Torino efter att Marco Giampaolo blivit avskedad. Vid slutet av säsongen 2020/2021 lämnade han klubben. Den 15 februari 2022 anställdes Nicola som ny huvudtränare i Serie A-klubben Salernitana.

## Kuriosa
Davide Nicola är känd för att efter ett mål för Genoa ha kysst en kvinnlig polis. Händelsen ägde rum under en match mot Atalanta 28 april 2000.